# Peleteria mediana
Peleteria mediana là một loài ruồi trong họ Tachinidae.